# Phaisurella elegantula
Phaisurella elegantula är en stekelart som beskrevs av Heinrich 1938. Phaisurella elegantula ingår i släktet Phaisurella och familjen brokparasitsteklar. Inga underarter finns listade i Catalogue of Life.